# Melanie Münch
Melanie Münch (Mell), z domu Melanie Schaffer (ur. 8 kwietnia 1981 w Monachium) – niemiecka wokalistka, współtworząca zespół Groove Coverage. Jest wykonawczynią wszystkich piosenek Groove Coverage, z wyjątkiem "Rock", "Lullaby for Love" oraz zwrotek w piosence "Darkness", które są śpiewane przez Verenę Rehm.

## Życiorys
W szkole śpiewała w chórze "Gospel and chaber". Grupa wykonywała włoską muzykę z czasów renesansu.
Pracowała jako kucharka, była modelką, a także wielkim odkryciem karaoke. Śpiewając znane covery poznała Axela Konrada i Ole Wierka. Pierwszą piosenką, którą razem nagrali był utwór "Monlight Shadow" - nowa wersja wielkiego przeboju Mike'a Oldfielda, która w Niemczech osiągnęła status złotego singla.
Po latach w zespole Münch zastąpiła Verena Rehm, a Melanie zajęła się tworzeniem rodziny. Jej mężem jest Tely, z którym ma dwójkę dzieci: Celine-Michelle i Nica-Juliana.
Obecnie wokalistka mieszka wraz z rodziną w małej miejscowości nieopodal Ingolstadt i znów tworzy dla Groove Coverage.